# Konstantin Posse
Konstantin Alexandrovich Posse (em russo:  Константин Александрович Поссе; São Petersburgo, 29 de setembro de 1847 — Leningrado, 24 de agosto de 1928) foi um matemático russo.
Conhecido por suas contribuições à análise e em particular teoria da aproximação. Veniamin Kagan e Dmitry Dmitrievich Morduhai-Boltovskoi são alguns de seus alunos.

## Publicações selecionadas
- Possé, C. (1885). «Quelques remarques sur une certaine question de minimum». Mathematische Annalen. 26 (4): 593–596. ISSN 0025-5831. JFM 18.0325.01. doi:10.1007/BF01444256
- Possé, C. (1886). Sur quelques applications des fractions continues algébriques. St. Petersburg: [s.n.] JFM 18.0161.02